# Curti, Kampanien
Curti är en ort och kommun i provinsen Caserta i regionen Kampanien i Italien. Kommunen hade 7 077 invånare (2017).